# Ueno (Tokio)
Koordinaten: 35° 43′ N, 139° 46′ O

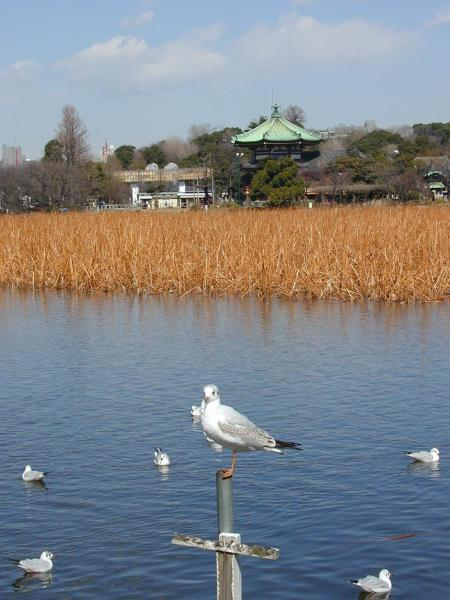
Shinobazu-Teich und Bentendo-Halle im Winter

Ueno (jap. 上野) ist ein Stadtteil im Tokioter Stadtbezirk Taitō-ku, bekannt für den wichtigen Bahnhof Ueno und den Ueno-Park. Der Park ist auf dem Gelände des bei den Kämpfen gegen das Shogunat abgebrannten Tempels Kan’ei-ji angelegt. Erhalten geblieben ist eine Pagode und der Tokugawa Ieyasu gewidmete Schrein Tōshō-gū.
Unter den auf Stelzen gebauten Gleisanlagen der East Japan Railway Company (JR East) vor dem Ueno-Bahnhof liegt Ameyoko, ein lebendiger und vielfältiger Straßenmarkt, der in der Nachkriegszeit ein wichtiger Schwarzmarkt war. 
Mit seinen vielen Bars und Restaurants, Museen (Nationalmuseum Tokio, National Museum of Western Art) und dem Ueno-Zoo ist Ueno eines der Subzentren Tokios.

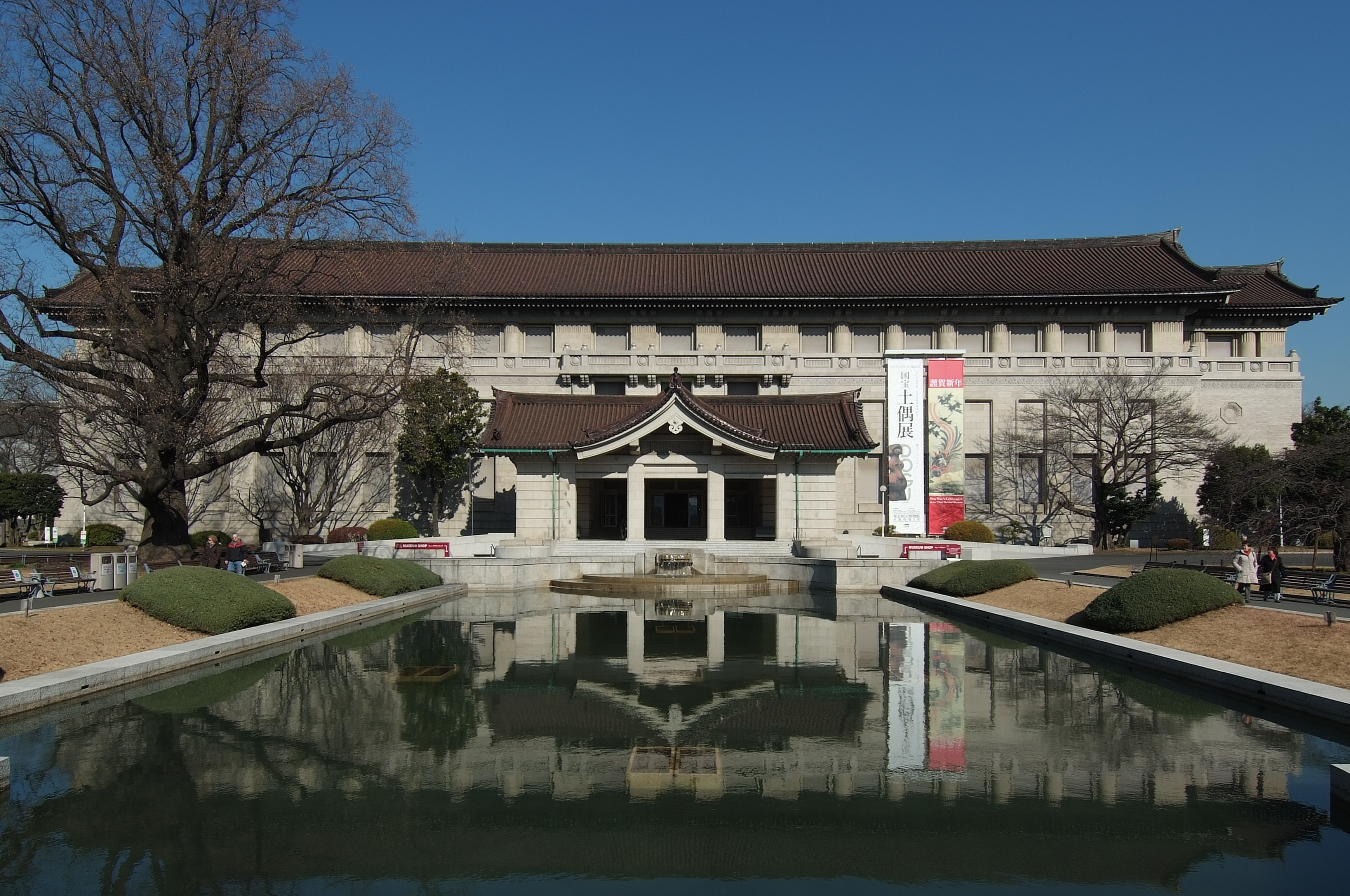
Nationalmuseum
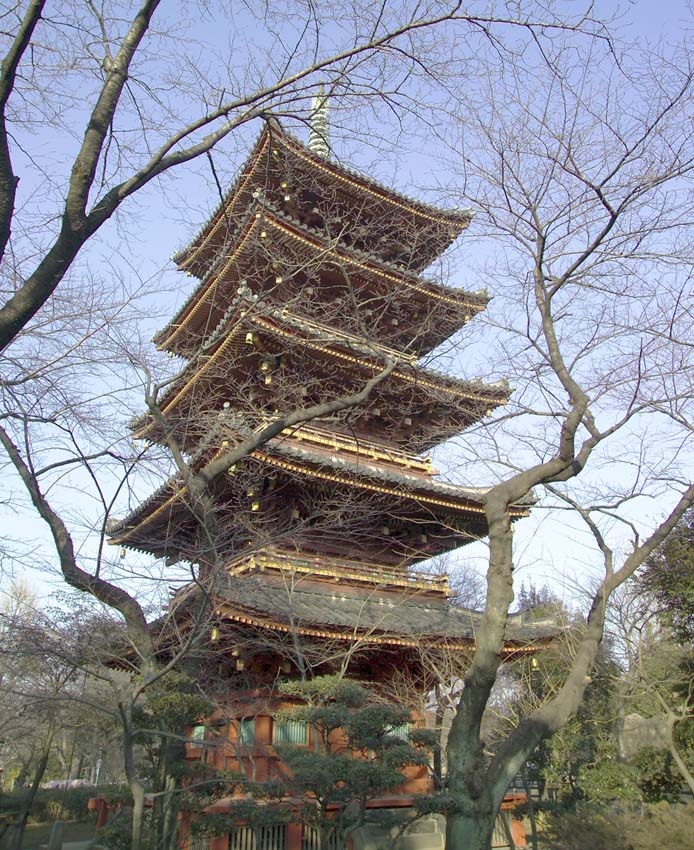
Kan'eiji-Pagode im Ueno-Zoo